# Restriktionskarte
Restriktionskarten sind wichtige Hilfsmittel für die Analyse von DNA. Eine Restriktionskarte zeigt die Positionen der Schnittstellen einzelner Restriktionsenzyme auf der DNA von Genomen oder Plasmiden. Über die Länge der DNA-Fragmente, die beim Schneiden der DNA durch Restriktionsenzyme entstehen, können DNA-Abschnitte im Vergleich mit einer Restriktionskarte identifiziert werden.

## Vorgehensweisen
Grundsätzlich gibt es zwei Möglichkeiten eine Restriktion zur Kartierung durchzuführen, den vollständigen und unvollständigen Restriktionsverdau. Die Bestimmung der entstandenen DNA-Stücke erfolgt durch Gelelektrophorese, bei der ein geeigneter Marker eingesetzt wird.

### Vollständiger Restriktionsverdau
Hierbei wird zunächst das DNA-Fragment in mehreren Ansätzen mit jeweils unterschiedlichen Restriktionsenzymen gespalten. Zudem wird das Fragment noch mit allen zuvor eingesetzten Restriktionsenzymen gespalten. Man erhält also eine überlappende Spaltung, welche die Bestimmung der Lage der Restriktionsstellen ermöglicht.

### Unvollständiger Restriktionsverdau
Im Gegensatz zur oben erwähnten Methode wird hier nur ein Restriktionsenzym eingesetzt. Die Restriktion wird nur für eine kurze Zeit durchgeführt, so dass viele DNA-Fragmente nicht vollständig geschnitten werden. Auch hier erhält man eine überlappende Spaltung.

## Beispiel
Einige Regionen der genomischen DNA, sogenannte hypervariable Regionen, sind von Mensch zu Mensch verschieden. Die daraus resultierenden Unterschiede zwischen den Restriktionskarten, sogenannte Restriktionsfragmentlängenpolymorphismen, spielen eine wichtige Rolle in der forensischen Molekularbiologie und bei molekularbiologischen Verfahren zur Klärung von Verwandtschaftsbeziehungen (z. B. Vaterschaftstest).
Ein spektakuläres Beispiel der Verwendung von Restriktionspolymorphismen in der forensischen Molekularbiologie war der Indizienprozess gegen O. J. Simpson. Im Verlauf dieses Prozesses machte der Statistiker Terence Speed aus Berkeley deutlich, dass eine Wahrscheinlichkeit von 1/1.000.000 für das Auftreten eines bestimmten Restriktionsmusters nur darauf hindeutet, dass ein solcher DNA-Abschnitt in vielen Millionen Personen durchschnittlich einmal pro Million gefunden wird. Über den Einzelfall sagt diese Wahrscheinlichkeit nichts aus, da die Wahrscheinlichkeit für eine Person mit diesem Restriktionsmuster genauso klein ist, wie für alle anderen Personen auch.
Dies ist vergleichbar mit Lotto-Gewinnern. Diese existieren, obwohl auch ihre Chance zu gewinnen mikroskopisch klein ist. Auch hier ermöglicht die Wahrscheinlichkeit nur abzuschätzen, wie viele Gewinner es pro Ziehung gibt. Eine Vorhersage über die Identität des Gewinners ist durch Statistik nicht möglich.
Die Stärke der Verwendung von Restriktionspolymorphismen liegt in der Bestimmung von Personen, die als Täter nicht in Frage kommen. Ihre Verwendung zur Identifikation eines Täters muss mit gebührender Skepsis betrachtet werden.